# Ontario Highway 417
Der King’s Highway 417 ist Bestandteil der so genannten 400-Serie in der kanadischen Provinz Ontario. Er befindet sich im Ostteil der Provinz und hat eine Länge von rund 181 km. Er ist über die gesamte Streckenlänge als Freeway ausgebaut und ist Bestandteil des Trans-Canada Highways.

## Streckenbeschreibung

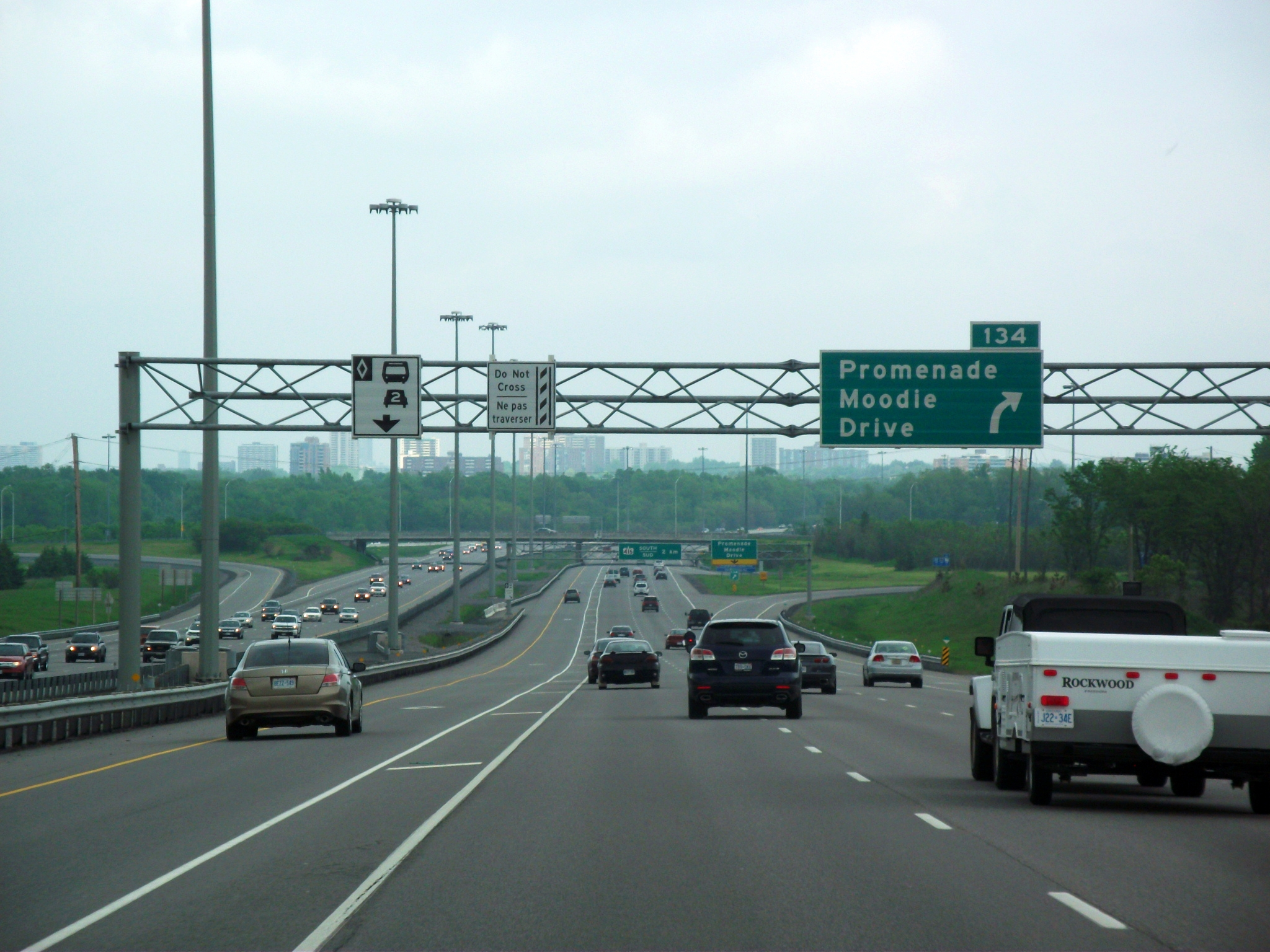
Am Autobahndreieck von Highway 416 und 417

Der Freeway beginnt bei Arnprior als Fortsetzung von Highway 17. Dieser verlief ursprünglich noch weiter nach Osten, wurde jedoch im Rahmen des Ausbaus als Freeway zu Highway 417 umbenannt. Der Highway verläuft nach Südost, bis er auf Highway 7 trifft. Von dort ab verläuft der Highway nach Nordost und hat den Beinamen Queensway, 14 km nördlich dieser Einmündung stößt Highway 416, der nach Kingston und Toronto reicht, auf Highway 417. Er führt nun in das Zentrum von Ottawa, der kanadischen Bundeshauptstadt. Die Route durchquert die Innenstadt parallel zum Ottawa River und bildet somit die wesentliche Erschließungsstrecke durch die Stadt. Um diesem Anspruch gerecht zu werden, wird der Highway auf bis zu 8 Fahrspuren ausgebaut. Östlich der Stadt verläuft der Highway nach Osten durch die Gemeinden The Nation, North Stormont und North Glengarry. In North Stormond mündet Highway 138, der von Cornwall kommt, in Highway 417 und in North Glengarry Highway 34 aus Lancaster. Die Route stößt bei East Hawkesbury auf den Ottawa River, endet an der Grenze zu Québec und wird dort als Autoroute 40 weitergeführt.

## Sehenswertes

### Ottawa
Ottawa ist die Hauptstadt Kanadas. Der Großraum mit gut 1,1 Mio. Einwohnern ist der viertgrößte in Kanada. Die Stadt wurde 1827, damals mit dem Namen Bytown gegründet. Mit Inkrafttreten des Verfassungsgesetzes von 1867 wurde Ottawa zur Bundeshauptstadt erkoren. In Downtown Ottawa ist mit dem Parliament Hill auch einer der Hauptattraktionen der Stadt. In der Eigenschaft als Hauptstadt befinden sich jedoch auch eine Vielzahl kultureller Möglichkeiten, darunter Galerien und Museen, jedoch auch Paraden und Festivals.